# Stay (Bonnie Tyler-dal)
A Stay Bonnie Tyler dala az 1993-ban megjelent Silhouette in Red lemezről. A dalt Dieter Bohlen írta és zenésítette Jennifer Blake álnéven. A dalban közreműködik a Royal Londol Philharmonic Orchestra is. A kislemez csak CD single formátumban került forgalmazásba a BMG kiadó gondozásában. Bonnie Tyler ezt a lágy popballadát adta elő az 1994-es German ECHO Awards díjátadón, ahol elnyerte az "Év Legjobb Nemzetközi Énekesnője" díjat. A kislemezre a dal kétféle verziója került fel, valamint a szintén Bohlen által komponált James Dean című felvétel.

## Kislemez
CD single
| # | Dalcím               | Zeneszerző    | Producer      | Hossz |
| - | -------------------- | ------------- | ------------- | ----- |
| 1 | Stay (Radio Version) | Dieter Bohlen | Dieter Bohlen | 3:55  |
| 2 | Stay (Long Version)  | Dieter Bohlen | Dieter Bohlen | 4:50  |
| 3 | James Dean           | Dieter Bohlen | Dieter Bohlen | 3:15  |